# Droga wojewódzka 672
Die Droga wojewódzka 672 (DW 672) ist eine 32 Kilometer lange Droga wojewódzka (Woiwodschaftsstraße) in der polnischen Woiwodschaft Podlachien, die die Przewięź und Rudawka verbindet. Die Strecke liegt im Powiat Augustowski.

## Streckenverlauf
Woiwodschaft Podlachien, Powiat Augustowski
-  Przewięź (Bjelostock) (DK 16)
- Sucha Rzeczka
- Płaska
- Mikaszówka
- Gruszki
- Rudawka